# Formatie van Zeeland
De Formatie van Zeeland is een opeenvolging van gesteentelagen in de ondergrond van Nederland en het zuidelijk deel van de Noordzee. De formatie is afkomstig uit het Vroeg-Carboon (etage Viséen). Het is de enige formatie in het Nederlandse deel van de Kolenkalk Groep. In Engeland wordt de Formatie van Zeeland bij de Carboniferous Limestone Supergroup gerekend. De Formatie van Zeeland komt nergens aan het oppervlak en is alleen bekend van diepe boringen.

## Beschrijving
De Formatie van Zeeland bestaat uit grijze, zwarte, en bruine lagen kalksteen en dolomiet. De dikte van de formatie varieert: onder Nederland is de dikte rond de 750 meter. Deze dikte loopt naar het zuiden van Nederland toe op tot 1400 meter. Onder de Noordzee is de dikte ongeveer 450 meter en onder East Anglia is de dikte van equivalente kalksteenlagen teruggelopen tot 140 meter.

## Onderverdeling en correlaties
De Formatie van Zeeland wordt onderverdeeld in drie laagpakketten:
- Laagpakket van Goeree, donkere kalksteen met aan de top verkiezelde schalie.
- Laagpakket van Schouwen, kalksteen, lokaal gedolomitiseerd.
- Laagpakket van Beveland, dolomiet met enkele laagjes kleisteen en kalksteen.

De basis van de formatie is een discordantie bovenop de Formatie van Bosscheveld (kalkhoudende zand- en kleisteen uit het vroegste Carboon) of de Bollen Kleisteenformatie (schalie en zandsteen uit het Laat-Devoon). In de ondergrond van Nederland ligt de Formatie van Zeeland onder de Formatie van Epen (schalie, kleisteen en zandsteen). Onder de Noordzee liggen bovenop de Formatie van Zeeland de Millstone Grit Formation en de Westoe Coal Formation.
In het Belgische Kempens Bekken lopen de kalksteenlagen van de Kolenkalk door, maar ze worden daar tot de Formaties van Loenhout, Goeree, Visé, Berneau en de Vesder gerekend. In Duitsland worden dezelfde lagen de Kulm-Plattenkalk genoemd.